# Майдан-Божеховський
Майдан-Божеховський (пол. Majdan Borzechowski) — село в Польщі, у гміні Божехув Люблінського повіту Люблінського воєводства.
Населення — 91 особа (2011).

## Демографія
Демографічна структура станом на 31 березня 2011 року:
|          | Загалом | Допрацездатний вік | Працездатний вік | Постпрацездатний вік |
| -------- | ------- | ------------------ | ---------------- | -------------------- |
| Чоловіки | 52      | 18                 | 28               | 6                    |
| Жінки    | 39      | 6                  | 19               | 14                   |
| Разом    | 91      | 24                 | 47               | 20                   |